# Ich geh’ nach Hause
Ich geh’ nach Hause ist ein französisch-portugiesischer Film des Regisseurs Manoel de Oliveira aus dem Jahr 2001.

## Handlung
Dem renommierten Theaterschauspieler Gilbert Valence teilt man nach einer gefeierten Vorstellung mit, dass seine Frau, seine Tochter und sein Schwiegersohn bei einem Autounfall ums Leben gekommen sind. Sein achtjähriger Enkel wird nun seine Hauptaufgabe, aber auch sein letzter Halt im Leben, in das nach und nach wieder die Routine eines bequemen Alltags einzieht.
In seiner langen Schauspielkarriere spielte er alle Rollen, die sich ein Schauspieler wünschen kann, und er erhielt viel Anerkennung. Doch die Zeiten ändern sich, und nun wird ihm eine Fernsehproduktion angeboten, die er angesichts des Drehbuchs und der allzu reißerischen Zutaten zutiefst ablehnt, trotz der verlockenden Gage. Das Angebot eines amerikanischen Regisseurs, die Hauptrolle in seiner Verfilmung von James Joyce’ Ulysses zu spielen, mobilisiert dann noch einmal seinen Ehrgeiz. Doch die fremde Sprache und seine abnehmenden geistigen Fähigkeiten lassen ihn verzweifeln, und er verlässt den Drehort, leise die vielsagenden Worte murmelnd: „Ich geh’ nach Hause“.

## Produktion
Der Film ist eine Koproduktion der portugiesischen Filmproduktionsgesellschaft Madragoa Filmes, der französischen Gemini Films und des öffentlich-rechtlichen französischen Fernsehsenders France 2, mit finanzieller Unterstützung durch die Filmförderungsanstalten ICAM (heute ICA, Portugal), CNC (Frankreich), den französischen Fernsehsender Canal+ und den öffentlich-rechtlichen portugiesischen Fernsehsender RTP,

## Rezeption

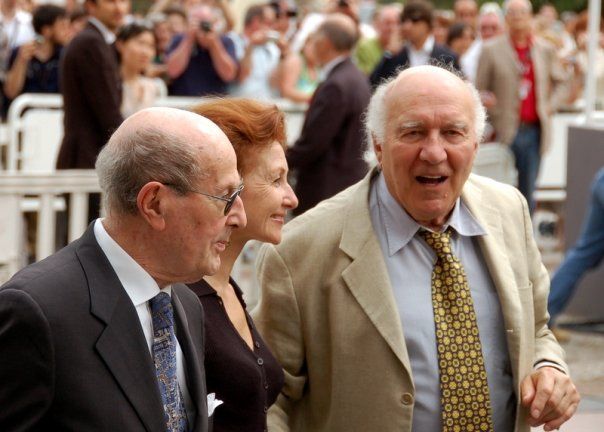
Oliveira (li.) und Piccoli (re.) bei der Filmpremiere in Cannes 2001

Der Film wird bestimmt von Melancholie und der schwindenden Lebensfreude der Hauptfigur. Man sieht einen alternden Theaterschauspieler, dem nach dem Schicksalsschlag der angegangene Wiedereinstieg nicht gelingt. Seine menschlichen Beziehungen insbesondere zu seinem Enkel geben ihm Halt, doch er scheitert an den modernen, kommerziellen Ausrichtungen in seinem Beruf, und an der allgemein zunehmenden Schnelllebigkeit und Unsicherheit in einer sich gegen den Menschen verändernden Gesellschaft, und schließlich scheitert er auch schlicht am Alter.
Es wird die Geschichte eines verdienten Theaterstars am Ende seiner Karriere und seines Lebens erzählt, der seine Würde bewahrt, während um ihn herum sich die Welt langsam, aber unaufhaltsam immer weiter von einer zivilisierten Kultur entfernt. Die Kamera folgt der Hauptfigur dabei mit großer Aufmerksamkeit, und seine subtile, gefühlvolle Geschichte regt den Zuschauer zum Nachdenken an.

„Michel Piccoli brilliert in diesem portugiesischen Drama als Theaterschauspieler, der sich nach einem Unfalltod in seiner Familie um den achtjährigen Enkel kümmern muss. Ein sanfter, ruhiger und hinreißender Film mit einem großen Mimen.“

„Eine ebenso subtile wie kluge Auseinandersetzung mit Theater und Kino, Alter und Jugend sowie Zivilisation und Barbarei, die die Würde ihres Protagonisten in den Mittelpunkt stellt, der sich angesichts des Verfalls ethisch-moralischer Werte zurück zieht. Das von Melancholie bestimmte Alterswerk lädt durch seine nostalgische Rückbesinnung zur Auseinandersetzung ein.“

Der Film hatte am 13. Mai 2001 Premiere bei den Internationalen Filmfestspielen von Cannes, wo er im Wettbewerb lief. Seine portugiesische Premiere hatte er am 7. Juni auf dem Festróia-Filmfestival, und am 8. Juni lief er in Italien an. Er gewann den Globo de Ouro und verschiedene internationale Preise, so in Haifa und São Paulo.
2003 erschien der Film als DVD bei Lusomundo (heute Teil des Medienunternehmens NOS), 2008 nochmal in einer DVD-Box als Teil einer Werkschau zum hundertjährigen Geburtstag de Oliveiras.